# Cuphea pulchra
Cuphea pulchra é uma espécie vegetal nativa de áreas brejosas do Brasil.
Tem grande efeito ornamental, por seu hipanto vermelho-vivo.